# 異物挿入

異物挿入（いぶつそうにゅう）は、女性の膣または男性女性の肛門に男性の陰茎以外のものを挿れる性行為の総称であり、挿れるものとしてはディルドやバイブレーター・アナルパールなどの大人のおもちゃ、人参や大根・山芋・長なすなどの野菜、玉こんにゃくやバナナなどの食品、飲料の瓶やペットボトルなど棒状・筒状のものが一般に使われる傾向にある。また指を入れる行為は指挿入、こぶしを挿れる行為はフィストファック、頭を挿れる行為はスカルファックと呼ぶのに対し、膣に陰茎を挿れる行為は単に性交、肛門に陰茎を挿れる行為はアナルセックス・肛門性交と呼ぶ。SMのカテゴリーに分類されることもある。

## 概要
もともとキリスト教圏では性行為は神聖なものであり、快楽のための自慰や性交は認められていなかった。もちろん生殖にかかわらない肛門性交は論外であり、同性愛や肛門性交は禁忌として処罰の対象となった。そのため膣にはペニス以外を入れてはならない、という文化的、宗教的概念が形成された。
近代以前の日本においてはそうした文化背景はなく、研究も少ないことから、異物挿入が行われていたか否かは断定できない。
近年に入り性意識は変化し、宗教的意義も薄れたが、衛生的・道徳的観念から膣に男性の陰茎以外を挿入することは一般的ではないとされていた。
異物は一般に指や性具であることが多いが、SMプレイにおいてマゾヒストへの侮辱行為として特異な異物を挿入する人もいる。出産後の女性や性経験を積んだ女性は、膣がかなりゆるくなり快感が得にくい（実際には個人差があり一概にそうとは言えない）ということから、そうした女性に対し（侮蔑的な意味も含め）異物挿入を行なうこともある。

## 異物の種類
男性器以外の全てを指し、指や性具以外にSM行為として様々な物が使用される。
- 指

もっとも一般的な異物。尿道に入れるにはかなりの拡張を必要とする。ポルノ小説や成人向け漫画では膣に指が何本入るかが、女性の性経験もしくは好色度をあらわす目安とされることがある。
- 性具

バイブレーター、ディルドーなど。肛門用に細いものや球状のものも存在している。尿道に入れる専用のものは無いが、医療器具などで代用されている。
- SM行為としての異物
  - 食品
きゅうり、茄子など細長い野菜など。変わったところでは、膣に食品を入れて「味付け」して食べるという行為もある（女体盛りを参照）。
SMショーの浣腸用には白湯が用いられることが多い。色が見栄えする、肛門の粘膜を傷めないという理由からである。こんにゃくをちぎったものや玉こんにゃくを入れることもある。
  - SMプレイの道具
鞭やスパンキングラケットの柄や蝋燭などが用いられる。

- 携帯電話・ポケットベルなど

ポケットベルにバイブ着信機能が搭載された90年代中期に発祥する。そのまま挿入した場合、多くのポケットベル及び携帯電話には防水機能に問題があり、挿入後の使用に支障をきたすことからコンドーム等を併用する。
ポケットベルはそのコンパクトなサイズから割合容易に挿入できるが、携帯電話のサイズ、特に折りたたみ式携帯電話になると挿入困難におちいることがしばしばであるという。
- ペンライトなど

ペンライト、細身の懐中電灯などがあり、ペンライトや懐中電灯は挿入し中で点灯させるなどすることがある。
- スポーツ用品

テニスラケットの柄、野球のバットなど。コスチュームプレイや撮影用の材料として使うことが多い。ピンポン球、ゴルフボールも手ごろなサイズのため使用されることがある。
- お札・小銭

露出プレイの一環として、裸で買い物をする際に財布代わりにする。そのまま入れると実際の使用が難しいことからコンドームに入れることが多い。
- 人工便

擬似スカトロプレイによって使われる。小麦粉や食用色素、刻んだこんにゃくなどを用いて作られる（味噌は塩分が強いために粘膜を傷める可能性があるので撮影には不向き）。
- 花

まんぐり返しした女性の膣や肛門に花を挿す。これを俗に「人間花器」と呼ぶ。
- 測定器具

膣圧計と呼ばれる器具を挿入して、膣の締め付け具合を計る。アダルトグッズ、もしくは医療器具として入手が可能。

## 注意
異物挿入には、細菌感染や粘膜の損傷などの危険が伴う。またこれらの行為は肉体的・精神的負担が大きいので充分な配慮とケアが必要である。